# Iota Draconis b
Iota Draconis b, também nomeado como Hipátia, é um planeta extrassolar orbitando a estrela Iota Draconis descoberto em 2002 durante um estudo da velocidade radial de estrelas gigantes de classe K, foi o primeiro planeta descoberto na órbita de uma estrela gigante. Sua órbita é excêntrica, o que contribuiu na sua identificação já que as estrelas gigantes exibem pulsações que podem ser confundidas com a presença de um planeta.